# Церква Святого Іоана Богослова (Новоселиця)
Церква Святого Іоана Богослова — парафіяльна церква у селі Новоселиця Літинської селищної громади Вінницької області України.
Старовинний дерев'яний храм XVIII ст., збудований на честь святого апостола євангеліста — Івана Богослова, що зберігся та активно працює й сьогодні. Входить до переліку історико–архітектурних пам’яток Літинської селищної територіальної громади.

## Історія
Існуюча нині в селі Новоселиця (Літинська) парафіяльна Свято Іоанно-Богословська церква побудована в 1768-1779 роках. Раніше існувала на цьому місці Іоанно-Богословська церква, як на це вказує напис на церковному Євангеліє, який свідчить про те, що воно подароване ще у 1758 році церкві. Досі існуюча церква дерев'яна, до неї в 1844 році був прибудований західний приділ, а в 1885 році південний і північний, таким чином вона отримала форму хреста, у 30-х роках була покрита залізом, коли трапилася в селі пожежа, яка знищила майже половину села, пошкодила й дах дзвіниці; у 1893 році вівтарна частина піднята, і в церкві влаштовували хори. Іконостас старовинний, різний, чотириярусний, з іконами невигадливого живопису.
Церковна школа згадується в приходо-витратних церковних книгах ще в 1834 році, але більш правильну постановку школа отримала в 1860-1863 роках та називалася церковно-приходською.
Протягом 1891 — 1895 років при церкві священиком служив Дмитро Феофанович Леонтович,  батько Миколи Леонтовича.
14 березня 1891 році з парафії у селі Шершні Дмитро Леонтович адміністративно переведений в село Новоселиця Літинського повіту (тепер Вінницького району), з якого у 1895 році переміщений в село Білоусівка Брацлавського повіту на місце священика Ігнатія Лотоцького, призначеного старшим священиком при Браїлівському жіночому монастирі. У той же час, у селі Новоселиця, на місце отця Дмитра парафіяльним священиком призначений отець Миколай Базилевич.
У 1901 році день 14 жовтня, присвячений преподобній Параскеві (ймовірно Сербрській), шанувався в селі вище за 26 вересня, присвяченого Іванові Богослову, скоріше за все, парафіяни належали до храму присвяченому святій, але де був той храм, на той час вже не було відомо.

###### Церковні постаті
- 1872 – священик Аристарх Сухоставський
- 1900 – священик Андрій Карабієвський
- 1900 – псаломщик Василь Зелінський[6]